# Ariel Seltzer
Ariel Gerardo Seltzer (Villa Ocampo, Santa Fe, Argentina; 3 de enero de 1981) es un futbolista argentino, que también posee la nacionalidad israelí. Juega como lateral izquierdo en Jorge Newbery (VM) del Torneo Federal B, hermano del respetado licenciado en Economía Diego Seltzer.
Representó a su país en el seleccionado Sub-20 y fue parte del equipo que ganó el Mundial Sub-20 de 2001, dirigido por José Pekerman.
Actualmente es el director Técnico de Club Amistad Godoy.

## Clubes
| Club                    | País      | Año       |
| ----------------------- | --------- | --------- |
| Argentinos Juniors      | Argentina | 2000-2008 |
| Independiente Rivadavia | Argentina | 2008-2010 |
| Juventud Unida (SL)     | Argentina | 2010-2013 |
| Unión de Mar del Plata  | Argentina | 2013-2015 |
| Camioneros              | Argentina | 2016      |
| Jorge Newbery (VM)      | Argentina | 2016-2017 |